# Sauroglossum
Sauroglossum é um género botânico pertencente à família das orquídeas (Orchidaceae). Foi proposto por John Lindley em Edwards's Botanical Register 19: t. 1618, em 1833, tipificado pelo Sauroglossum elatum Lindley.  O nome vem do grego sauros, lagarto, e glossa, língua, em referência ao formato de suas flores.
São cerca de dez espécies terrestres de raízes carnosas, que habitam climas diversos conforme a espécie, campos abertos, florestas abertas ou sombrias, úmidas ou secas. As espécies brasileiras preferem brejos, várzeas ou matas sombrias, moderadamente úmidas, ricas de detritos vegetais. Estão presentes em duas grandes regiões montanhosas distintas, nos Andes, da Colômbia ao Chile e Argentina, ou na Serra do Mar brasileira e seus arredores, desde o nível do mar até mais de 3500 metros de altitude.
Distingue-se este gênero pelas suas plantas robustas de flores com labelo gradativamente alargado em espátula, na sua extremidade aconchavado, na base com aurículos apenas esboçados, quase imperceptíveis; coluna longa e delicada, de anteras espessadas no ápice; e que apresentam rostelo alongado.
As grandes folhas são rosuladas e basilares, pecioladas, algo carnosas, eretas e brilhantes, lembrando as de alguns Cyclopogon, ocasionalmente ausentes durante a floração; a inflorescência é ereta, robusta e floribunda, de pequenas flores estreitas, pouco vistosas, esverdeadas ou verde-amarelas, alaranjadas até avermelhadas, em racemos longos, espigadas ou laxas.
Em 1993 Szlachetko propôs um novo gênero, Schidorhynchos, compreendendo duas das espécies andinas de Sauroglossum, entretanto aqui consideramos este gênero como seu sinônimo.

## Espécies
1. Sauroglossum andinum (Hauman) Garay, Bot. Mus. Leafl. 26: 18 (1978).
2. Sauroglossum aurantiacum (C.Schweinf.) Garay, Bot. Mus. Leafl. 26: 18 (1978).
3. Sauroglossum corymbosum (Lindl.) Garay, Bot. Mus. Leafl. 26: 19 (1978).
4. Sauroglossum distans Lindl. ex Garay, Bot. Mus. Leafl. 26: 19 (1978).
5. Sauroglossum dromadum Szlach., Brittonia 47: 143 (1995).
6. Sauroglossum longiflorum (Schltr.) Garay, Opera Bot., B 9(225: 1): 245 (1978).
7. Sauroglossum nitidum (Vell.) Schltr., Beih. Bot. Centralbl. 37(2): 376 (1920).
8. Sauroglossum odoratum Robatsch, Carinthia II 184/104(2): 489 (1994).
9. Sauroglossum organense Szlach., Brittonia 47: 177 (1995).
10. Sauroglossum schweinfurthianum Garay, Bot. Mus. Leafl. 28: 289 (1980 publ. 1982).
11. Sauroglossum sellilabre (Griseb.) Schltr., Beih. Bot. Centralbl. 37(2): 376 (1920).